# چشام
چشام، روستایی است از توابع بخش باشتین و در شهرستان داورزن استان خراسان رضوی ایران. در زبان محلی تیشون نیز به این روستا گفته می‌شود. تاریخ نگار اتریشی"آلفونس گابریل" در کتاب: "عبور از صحاری ایران" نیز از آن به نام:  "تیشون" نام برده است.

## جمعیت
این روستا بر اساس سرشماری سال ۱۳۹۵جمعیت آن ۱۳۹۵ نفر (۴۳۰خانوار)
بوده‌است.

## مناطق دیدنی
مسجدجامع فاخر (قدمت این بنا به دوران سلجوقیان برمیگردد)
تپه کلرون و تپه فاریاب (متعلق به دوران هخامنشیان وساسانیان)
امامزاده سید ناصر بن محمد
حمام قدیمی معروف به حمام کهنه (قدمت 300 سال)
یخدان
روستای قدیمی حنط آباد
تپه باستانی خواجه حسین
کال شور و مناظر دیدنی کویر نمک و تپه های شنی و رمل